# NASAシャトル着陸施設
NASAシャトル着陸施設（NASAシャトルちゃくりくしせつ、英: NASA Shuttle Landing Facility）とは、アメリカ合衆国フロリダ州ブレバード郡メリット島にある大規模滑走路施設である。スペースシャトルの着陸を主目的に建設された。シャトルが退役した2011年までシャトルの帰還時に使われた。この滑走路はそれ以外にもシャトル輸送機 (SCA) や宇宙飛行士の訓練用のT-38ジェット練習機、シャトル訓練機 (STA) 、ロケットやシャトルで打ち上げられる人工衛星などの空輸に使われる輸送機などが利用している。
施設面積は2平方キロメートルで、1本の滑走路を持つ。方向は15/33であり、進入方向によって15番滑走路、33番滑走路と呼び分けられる。長さはシャトル向けに4,572メートルもある長大なものである。オーバーラン地帯は両端に305メートル（1,000フィート）ずつ設けられており、合計5.2キロメートルもの長さとなっている。これは、大規模国際空港でも最大4キロメートル程度であるのに比べて十分長い。
シャトルの高速度の着陸に耐えるために、舗装は一般の空港より硬く丈夫であり、コンクリートの厚さは40.6センチメートルもあり、その下には周囲の土砂を圧縮したものが敷き詰められた。平面性も厳格に作られており、100メートルで1.6ミリメートルの高低差になっている。滑走路自体は湿地帯に位置しており、難易度の高い工事であった。
施設にはこの他、シャトル輸送機に搭載されたスペースシャトルの積み下ろし装置 (Mate-Demate Device: MDD) も設置されていたが、2014年11月に解体された。